# Stazione di Toritto
La stazione di Toritto è una stazione ferroviaria posta sulla linea Bari-Matera, a servizio del comune di Toritto.

## Strutture e impianti
La stazione è dotata di un fabbricato viaggiatori ospitante una sala d'attesa.
Il binario giunto alla stazione si divide in due per permettere la coincidenza dei treni. Sono presenti due banchine.

## Servizi
La stazione dispone di:
- Fermata della linea extraurbana
- Biglietteria self-service
- Sala d'attesa
- Servizi igienici
- Servizio Wi-Fi